# Twyford and Thorpe
Pour les articles homonymes, voir Twyford.
Twyford and Thorpe est une paroisse civile du Leicestershire, en Angleterre.